# Christophe Pierre
Mons. Christophe Louis Yves Georges Pierre (* 30. ledna 1946, Rennes) je francouzský římskokatolický arcibiskup působící v diplomatických službách Svatého Stolce, který je Apoštolský nuncius v USA (od roku 2016). 
Roku 2023 byl kreován kardinálem.

## Stručný životopis
Narodil se ve francouzské Bretani, ale dětství a dospívání strávil v Africe (Madagaskar, Maroko). V roce 1963 vstoupil do semináře, roku 1970 byl vysvěcen na kněze, roku 1971 obdržeo master z teologie na Institut catholique de Paris. V roce 1973 byl poslán na studia do Říma, kde byl formován v Papežské církevní akademii a zároveň studoval k doktorátu z církevního práva na Papežské lateránské univerzitě (1977). Dne 5. září 1977 vstoupil do diplomatického sboru a násoedně působil na vatikánských diplomatických zastoupeních na Novém Zélandu a v Pacifiku, v Mosambiku, Zimbabwe, na Kubě, v Brazílii a v Ženevě.
Dne 12. července 1995 jej papež Jan Pavel II. jmenoval nunciem na Haiti, a titulárním arcibiskupem gunelským. Následně byl v letech 1999–2007 nunciem v Ugandě a v letech 2007–2016 nunciem v Mexiku. Dne 12. dubna 2016 byl jmenován nunciem ve Spojených státech amerických.

## Kardinálská kreace
V neděli 9. července 2023 papež František ohlásil, že v konzistoři dne 30. září 2023 jmenuje 21 nových kardinálů, mezi nimi i Monsignora Pierra.